# Grand Portage
 (décembre 2018).
Grand Portage est un territoire inorganisé (unorganized territory) reconnu comme tel par le Bureau du recensement des États-Unis, situé dans comté de Cook, dans l'État du Minnesota aux États-Unis.
Le territoire de Grand Portage a une superficie de 498,7 km2 dont 192,2 km2 de terre et 306,5 km2 d'eau.
Grand Portage est situé le long de la rive du lac Supérieur.
Au recensement de l'an 2000, Grand Portage comptait 557 habitants, essentiellement des Amérindiens de la Nation Ojibwés.
Grand Portage est le lieu d'embarquement pour accéder à l'Isle Royale qui lui fait face et au Parc national d'Isle Royale.
La toponymie de Grand Portage indique un lieu important de transport de canoës. Ce nom lui fut donné par les explorateurs français et les coureurs des bois et trappeurs canadiens-français à l'époque de la Nouvelle-France et de la Louisiane française.
En 1662, Pierre-Esprit Radisson et Médard Chouart des Groseilliers passèrent par là.
En 1722, un négociant français, Jean Pachot y fit référence.
En 1732, La Vérendrye reconnut ce lieu et en fit le passage obligé vers l'Ouest.